# Daniel Mullings
Daniel Walden-Mullings (Toronto, 26 juli 1991) is een Canadees voormalig basketballer.

## Carrière
Mullings speelde collegebasketbal voor de New Mexico State Aggies van 2011 tot 2015. Hij werd niet gekozen in de NBA draft van 2015 en tekende daarop in de Duitse wompetitie bij Medi Bayreuth. Hij speelde hierna nog kort voor het Chinese Jianghuai Lightning gedurende de zomer van 2016. In 2016 tekende hij voor het Finse Kataja BC waar hij twee seizoenen speelde. Hij zat het seizoen 2017/18 uit met een knieblessure. Hij speelde vervolgens een seizoen voor Elitzur Yavne uit Israël. In maart 2020 tekende hij voor de Niagara River Lions uit de Canadian Elite Basketball League.
Hij tekende daarna voor het seizoen 2020/21 bij de Belgische eersteklasser Limburg United. In de zomer van 2021 keerde hij terug naar de Niagara River Lions. In december 2021 tekende hij voor de Oostenrijkse eersteklasser Klosterneuburg Dukes. Vervolgens tekende hij bij het Luxemburgse Résidence Walferdange waar hij de rest van het seizoen speelde. Tijdens de zomer keerde hij voor een derde keer terug naar de Niagara River Lions. Hij speelde hierna nog voor Brampton Honey Badgers in de Basketball Champions League Americas. In mei 2023 tekende hij bij de Scarborough Shooting Stars waarmee hij kampioen werd in de CEBL.
Na zijn spelerscarrière werd hij jeugdcoach bij Royal Crown Prep School. In 2025 werd hij opgenomen in de New Mexico State Athletics Hall of Fame.

## Erelijst
- Fins landskampioen: 2017
- CEBL-kampioen: 2023
- Pan-Amerikaanse Spelen:  2015
- New Mexico State Athletics Hall of Fame: 2025[12]